# Husum (Švédsko)
Husum je sídlo ve středním Švédsku ležící na pobřeží Botnického zálivu nedaleko severního vstupu do Höga kusten. Administrativně náleží k obci Örnsköldsvik v kraji Västernorrland. V roce 2010 v něm žilo 1647 obyvatel.